# Абжаппаров, Абдумуталип Абжаппарович
Абдумутали́п Абжаппа́рович Абжаппа́ров (род. 10 февраля 1950, Араван, Ошская область) — казахский учёный в области химической технологии. Доктор технических наук (1998), профессор, академик НИА РК (2003). Заслуженный деятель Казахстана (2004).
Ректор Кокшетауского университета имени Шокана Уалиханова (2014-2018).

## Биография
Родился 10 февраля 1950 года в Араванском районе Ошской области Киргизской ССР. Казах.
В 1972 году окончил с отличием металлургический факультет Казахского политехнического института им. В. И. Ленина по специальности инженер-металлург.
В 1972—1991 годы работал в Казахском политехническом институте:
- 1972—1975 — инженер, старший инженер, в 1979—1981 — младший и старший научный сотрудник, заведующий отраслевой научно-исследовательской глинозёмной лаборатории;
- 1981—1982 — преподаватель, старший преподаватель кафедры физико-химических исследований металлургических процессов;
- 1982—1986 — заместитель декана металлургического факультета по учебной работе;
- 1986—1991 — доцент кафедры физико-химических исследований металлургических процессов (ФХИМП).

В 1991—1997 годы — главный специалист Главного управления высшего образования и науки, с 1993 года — начальник отдела технического и технологического образования Министерства образования и науки РК; в 1997—1999 — консультант экспертно-аналитического отдела финансово-экономической экспертизы, консультант экономического отдела Канцелярии Премьер-министра РК; в 1999—2001 годы — директор Департамента высшего образования Министерства образования и науки РК. В 1995 году окончил Нижне-Саксонскую немецкую академию управления по специальности менеджер по персоналу. Имеет сертификат Института Гёте (г. Франкфурт).
С 2001 по 2005 годы — ректор Восточно-Казахстанского университета имени С. Аманжолова; с 2005 по 2013 годы — ректор Каспийского государственного университета технологий и инжиниринга.
С 14 февраля 2013 по 24 июля 2014 годы — генеральный директор АО «Республиканский научно-методический центр технического и профессионального образования и присвоения квалификации».
С 25 июля 2014 года по 2018 год — ректор Кокшетауского университета имени Шокана Уалиханова.
С 2001 года состоит в партии «Нур Отан». Избирался депутатом Восточно-Казахстанского областного маслихата (2003—2005), Мангистауского областного маслихата (с 2005).

## Научная деятельность
В 1979 году защитил кандидатскую, в 1998 — докторскую диссертацию («Физико-химические основы и технология комплексной переработки низкокачественного глинозёмсодержащего сырья Казахстана»). Профессор (2000), академик Национальной инженерной академии РК (2003), академик Международной академии наук высшей школы (2009).
Автор более 300 научных работ в зарубежных, союзных и республиканских изданиях, в том числе 3 монографий, 4 учебных пособий, 30 методических разработок и рекомендаций. Имеет 11 авторских свидетельств и др.

## Награды и звания
- 1984 — нагрудный знак «Отличник народного просвещения Казахской ССР»
- 1996 — нагрудный знак «Отличник образования Республики Казахстана»
- 2001 — нагрудный знак «Почётный работник образования Республики Казахстан»
- 2001 — Медаль «10 лет независимости Республики Казахстан»
- 2004 — Указом Президента Республики Казахстан награждён почётным званием «Заслуженный деятель Республики Казахстан»[3]
- 2005 — Медаль «За заслуги в развитии инженерного дела Республики Казахстан»
- 2009 — Орден Курмет[4]
- 2017 — Орден Парасат[5]
- 2017 — Медаль «25 лет независимости Республики Казахстан»
- Неоднократно награждён личным благодарственным письмом Президента Республики Казахстан (2012,2014,2016 и др.)
- Медаль «За заслуги в развитии науки Республики Казахстан» (2012, 2016 дважды)
- Награждён юбилейными государственными медалями РК.